# 路德 (電視劇)

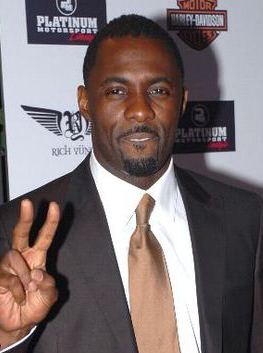
電視劇男主演伊卓瑞斯·艾巴

《路德探長》（英語：Luther）是一部英國罪案類電視劇，由尼爾·克羅斯（Neil Cross）創作，伊卓瑞斯·艾巴飾演男主角偵緝總督察約翰·路瑟（John Luther）。第一季六集於2010年5月4日至6月8日在BBC One播出，第二季四集於2011年6月至7月播出，第三季四集於2013年7月播出，第四季二集於2015年12月播出，第五季四集於2019年1月播出。
伊卓瑞斯·艾巴憑藉在此劇中的表演獲得了第68屆、第69屆以及第71屆三屆金球獎的「迷你劇或電視電影類最佳男主角」的提名，並在第69屆獲得了這項大獎。劇集還獲得了8項黃金時段艾美獎提名。
編劇尼爾·克羅斯曾表示《路德探長》一劇不會繼續製作第四季，但計畫推齣電影版本。但2014年11月，報導稱《路德探長》將繼續製作第四季，於2015年播出。